# Martin Luther King, Jr. National Historical Park
Le Martin Luther King, Jr. National Historic Site est situé à Atlanta (Géorgie (États-Unis) et se compose de plusieurs bâtiments, dont la maison d'enfance de Martin Luther King, Jr. et l’Église baptiste Ebenezer, où King a été baptisé et où lui et son père Martin Luther King, Sr. (en) ont été pasteurs. Ces lieux, importants dans l'interprétation de la vie de Martin Luther King et son héritage en tant que responsable du Mouvement afro-américain des droits civiques, sont inclus dans ce parc historique national. 

## Histoire
Le parc a été fondé sous forme de site historique national le 10 octobre 1980. 
Au total, les bâtiments inclus dans le site représentent 0,14 km2. Le centre d'accueil abrite un musée qui relate l'histoire du mouvement afro-américain des droits civils et le parcours de Martin Luther King. Une caserne de pompiers (la no 6) active de 1894 à 1991 contient désormais une boutique de souvenirs et une exposition sur la déségrégation dans l'Atlanta Fire Rescue Department (en). Le "I Have a Dream" International World Peace Rose Garden, nommé d'après le discours I have a dream de 1963 et un mémorial à Mohandas Karamchand Gandhi font également partie du site, de même que l'International Civil Rights Walk of Fame (en) qui commémore certains des pionniers engagés pour le développement des droits civiques. Il abrite également un mausolée dédié à Martin Luther King et à sa femme.
Annuellement en janvier, des événements y célèbrent le Martin Luther King Day et des commémorations sont également organisées pendant le mois de l'histoire des Noirs (en février) et pour l'anniversaire de l'assassinat de King le 4 avril 1968.

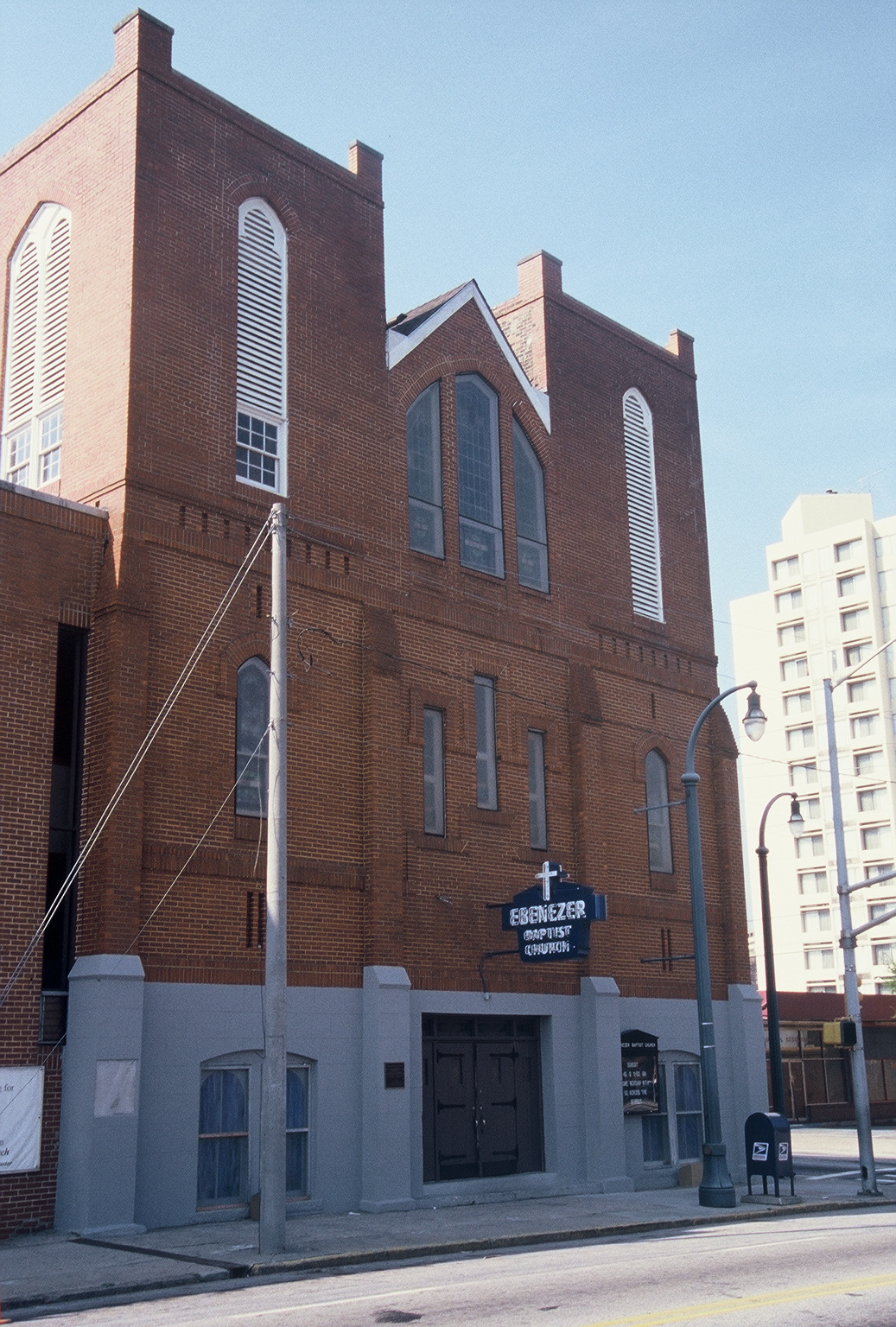
Façade de l'église baptiste Ebenezer.
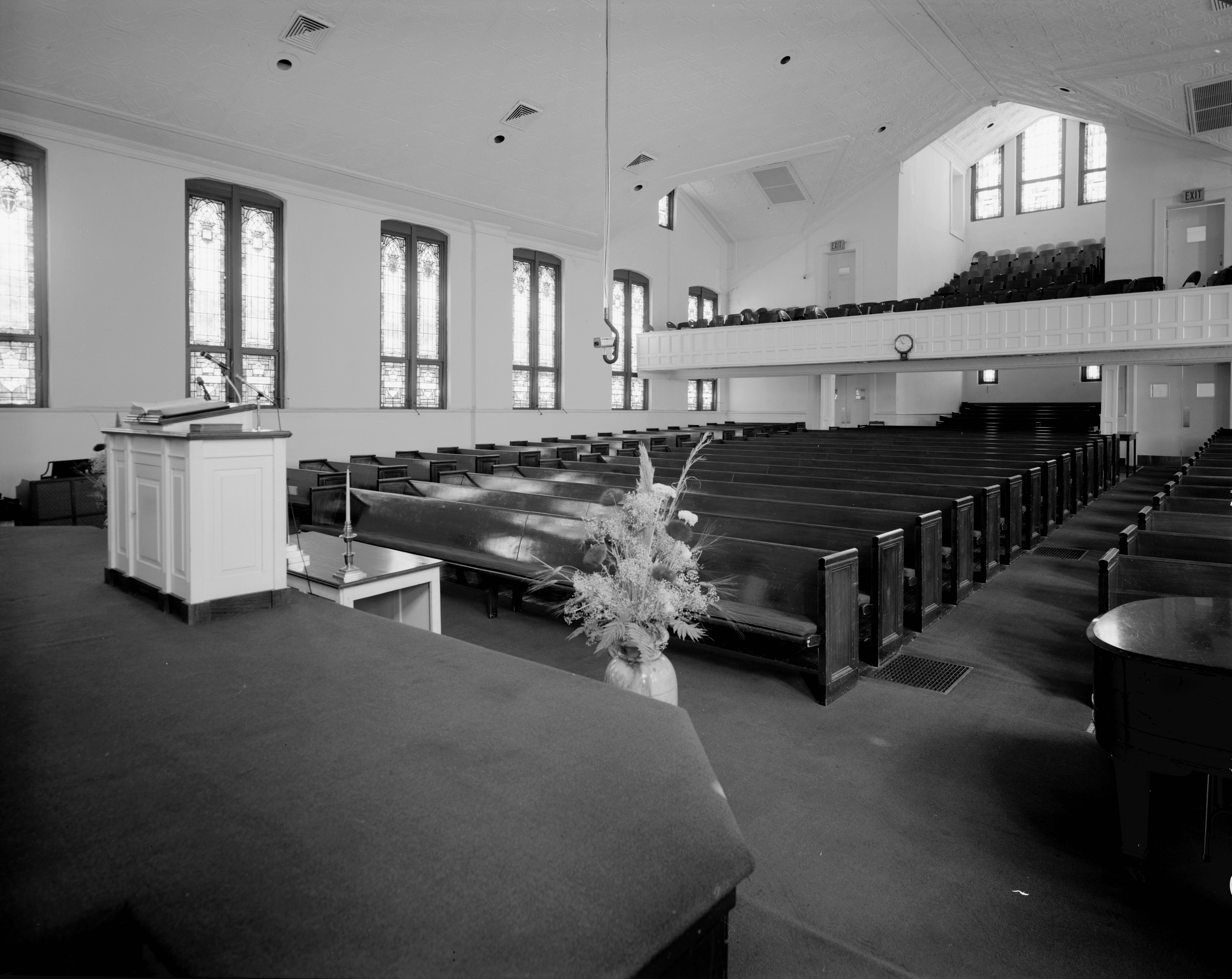
Intérieur de l'église baptiste Ebenezer.
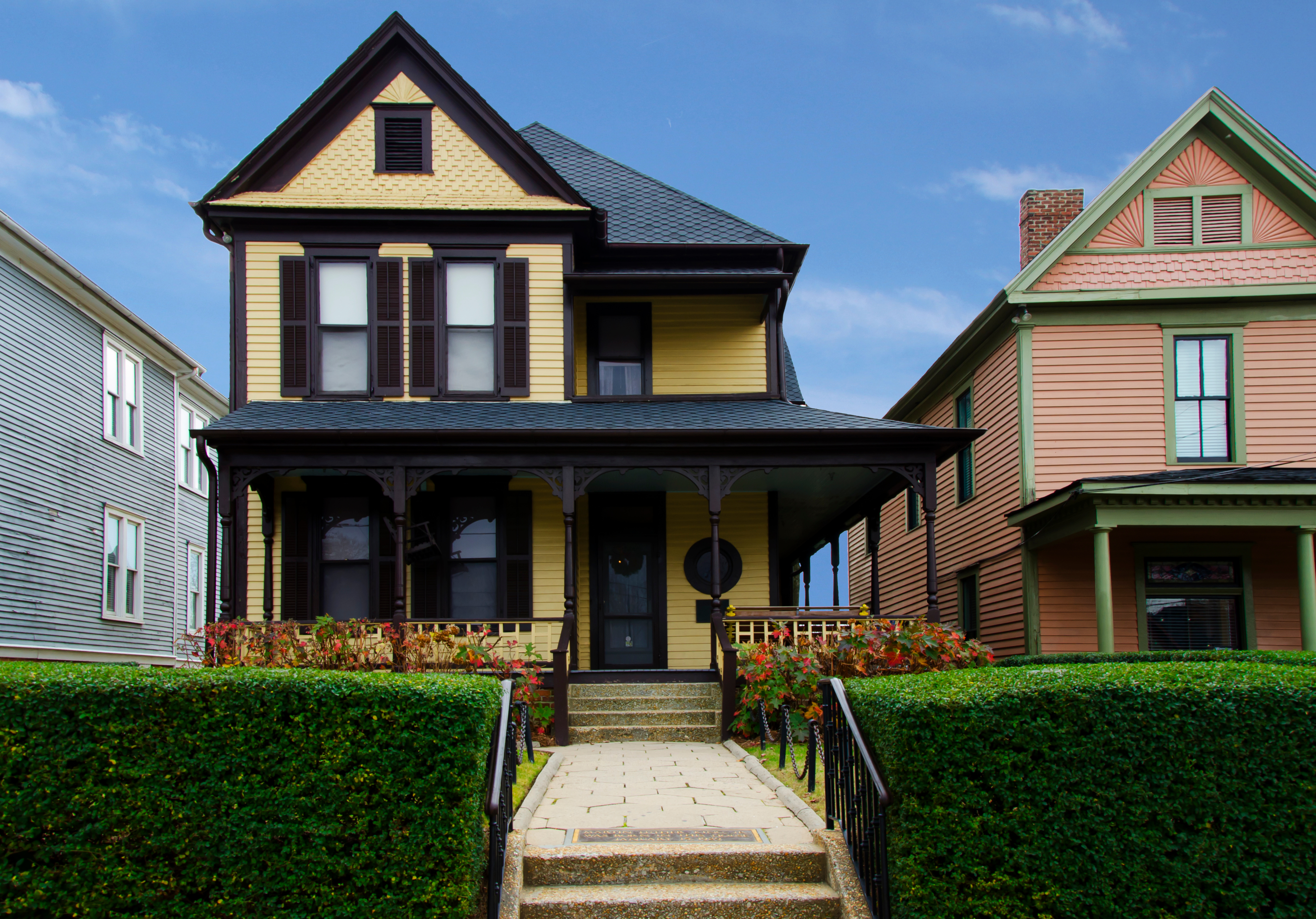
Maison d'enfance de Martin Luther King.
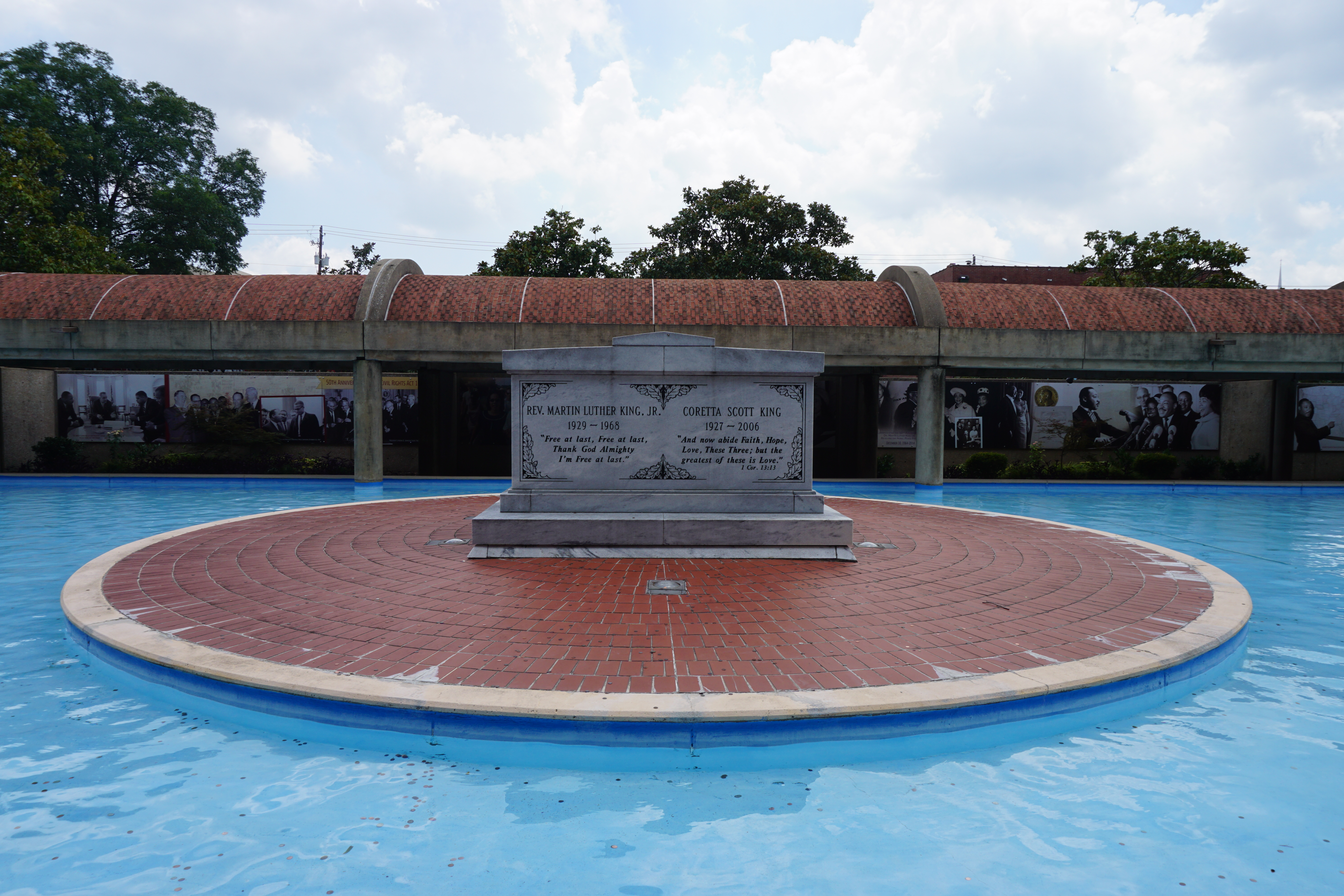
Tombe de Martin Luther King et de sa femme Corretta Scott King.
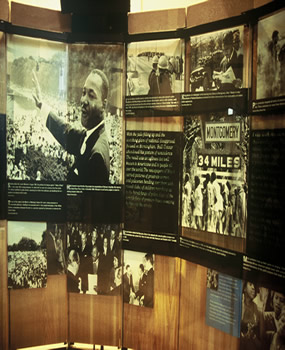
Exposition.
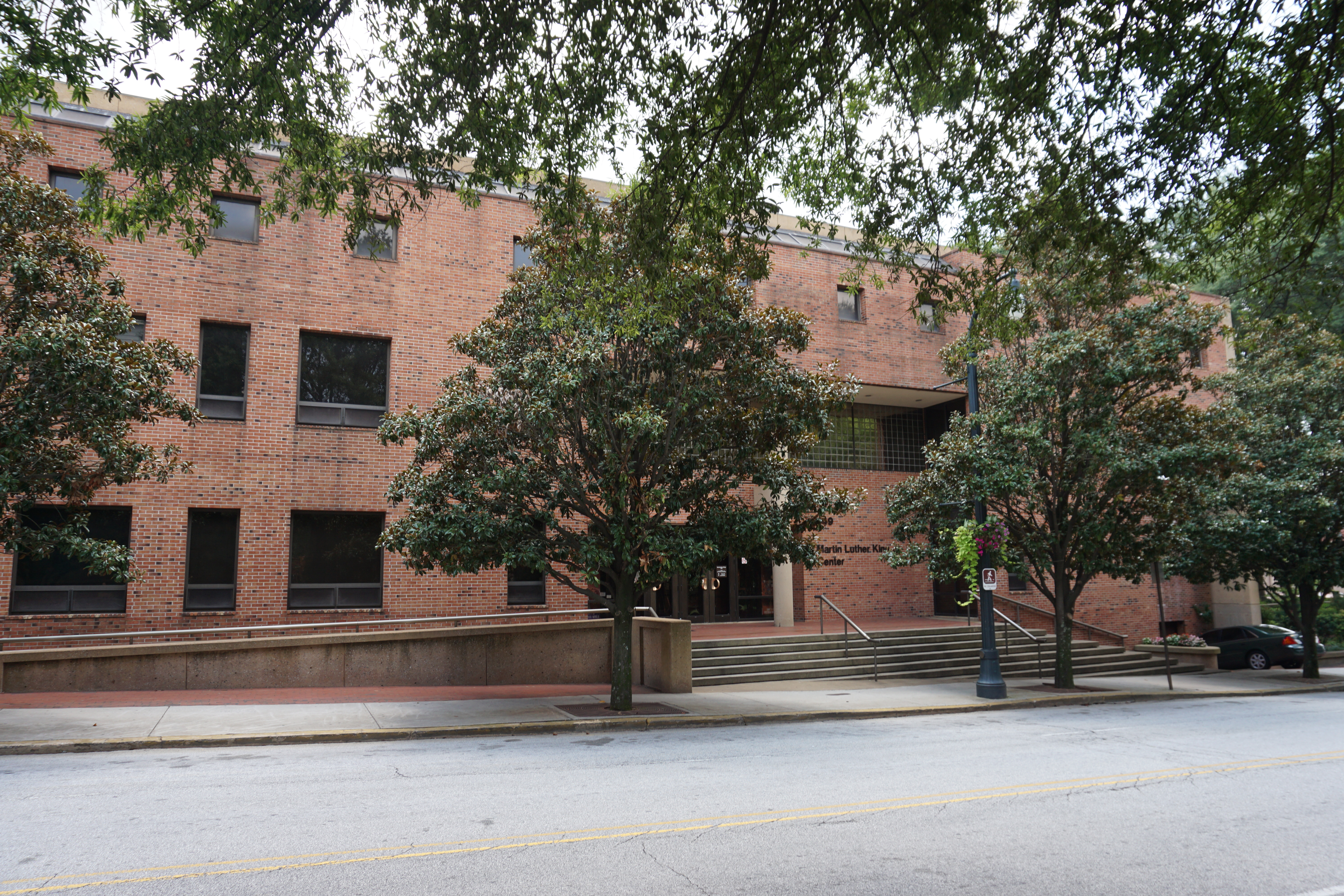
The King Center